# Tim Kasper
Tim Kasper (* 18. Februar 1992 in Köln) ist ein deutscher ehemaliger Basketballspieler.

## Leben
Tim Kasper wuchs in Köln auf, wo er zunächst die Gesamtschule Holweide besuchte, bevor er 2009 an das Gymnasium Schloss Hagerhof wechselte.
Nach einem vierjährigen Studium in Worcester, Massachusetts lebt er seit 2016 in der niederländischen Hauptstadt Amsterdam, wo er nach eigenen Aussagen als Selbständiger vor allem in den Bereichen Videoproduktion, und Fotografie tätig ist. Häufig veröffentlicht er seine Werke unter dem Pseudonym „tmkspr“.

## Basketballkarriere

### TV Bensberg
Im Jahr 2000 begann er mit dem Basketballspielen in der Jugend des TV Bensberg, wo er insgesamt sechs Saisons bestritt. Nach seinem letzten Jahr in der U16 wechselte er zur NBBL-Mannschaft der Dragons Rhöndorf in Bad Honnef.

### Dragons Rhöndorf
Von 2008 bis 2011 spielte Tim Kasper für das NBBL-Team der Dragons Rhöndorf, wobei ihm in seiner letzten Saison die Teilnahme am All-Star-Game der NBBL gelang. In derselben Saison stand er ebenfalls für die ProA-Mannschaft der Dragons als drittjüngster Spieler der Liga auf dem Parkett. An Seiten von Jonas Wohlfarth-Bottermann und Fabian Thülig spielte er mit seiner Mannschaft um den Klassenerhalt.
In Kaspers letztem Jahr bei den Dragons startete er in der ProB, wo seine Mannschaft gegen die SG Braunschweig um das Duo der späteren NBA-Spieler Dennis Schröder und Daniel Theis aus den Playoffs ausschied. Nach seiner zweiten Profi-Saison bei den Dragons wechselte er zu den Assumption Greyhounds an die amerikanische Ostküste.

### Assumption Greyhounds
Zwischen 2012 und 2016 spielte Kasper am Assumption College in Worcester, Massachusetts für die Greyhounds in der zweiten Liga der National Collegiate Athletic Association.

## Nach dem Basketball

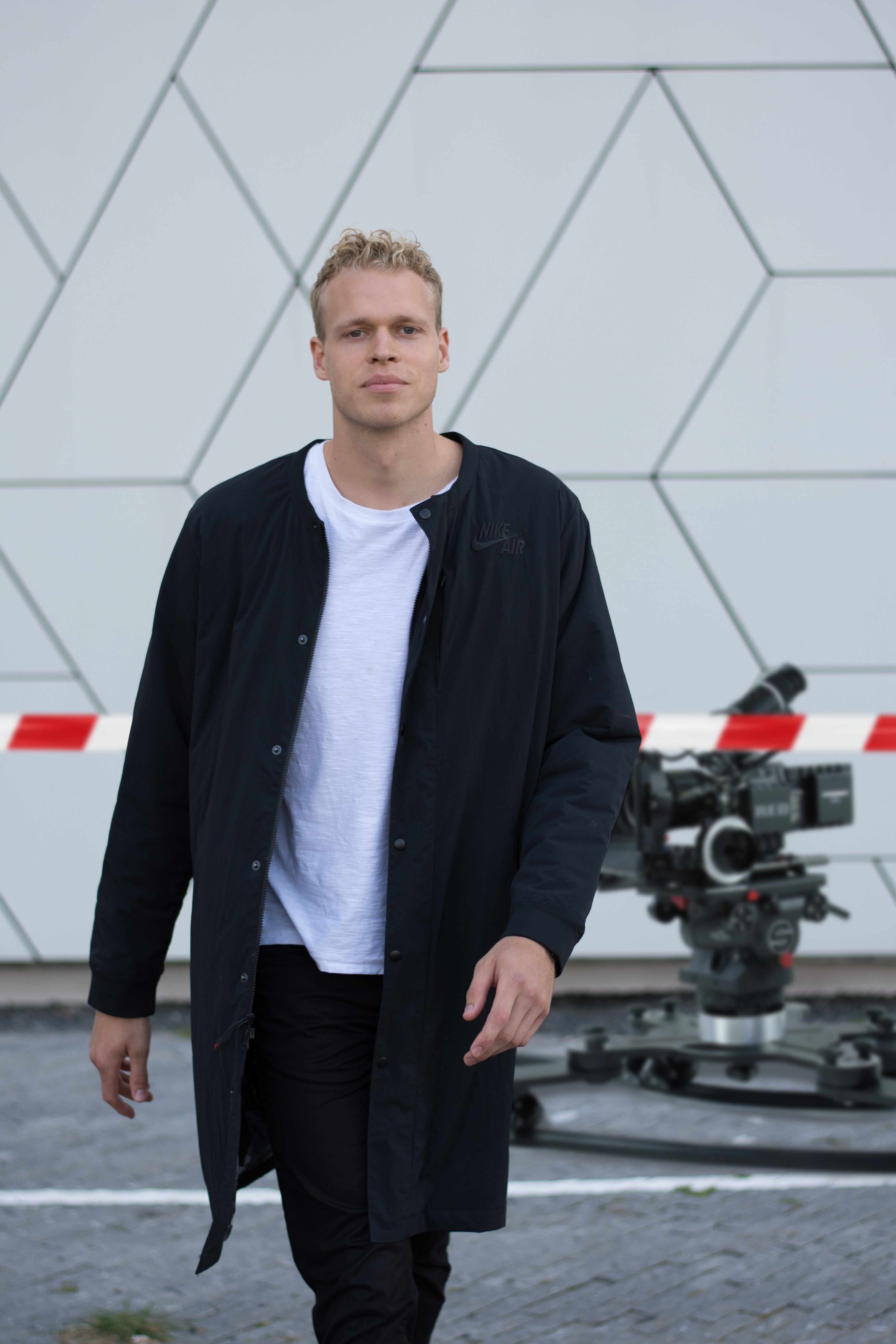
Tim Kasper bei einem Videodreh in Amsterdam (September 2017)

Nach seinem Marketing-Studium in den USA zog Kasper zurück nach Europa um seinen Master ebenfalls in Marketing an der Vrije Universiteit Amsterdam zu absolvieren. Schon während seines Studiums in den USA begann er als Freiberufler, Skripts für Videos und Werbung zu schreiben und diese zu produzieren. Neben seinen Tätigkeiten hinter der Kamera ist Tim Kasper auch als Model vor der Kamera aktiv. Nachdem er 2016 in Los Angeles von einem Scout entdeckt wurde, stand er bei der Niederländischen Agentur EvD Agency unter Vertrag.